# Txalganí
Txalganí (en rus: Чалганы) és un poble de l'óblast de l'Amur, a Rússia, que el 2018 tenia 406 habitants, pertany al districte de Magdagatxi.